# Структура конфликта
Структу́ра конфли́кта — это совокупность устойчивых и статичных элементов конфликта, образующих целостность.
Структурные характеристики представляют собой составные элементы конфликта. Они отражают компоненты, без которых существование конфликта невозможно: «изъятие» любого из них из пространства конфликта либо полностью исключает существование конфликта, либо существенно меняет его характер.

## Структура конфликта
К структурным компонентам конфликта относятся:
- Предмет конфликта;
- Стороны (участники) конфликта;
- Условия конфликта;
- Действия участников конфликта;
- Исход (результат) конфликта;[1]

### Предмет конфликта
Предметом конфликта называют то, что становится объектом противоречащих друг другу или разнонаправленных интересов сторон. Являться предметом может как конкретный объект (материальный), конкретная возможность, так и нечто абстрактное, например, ценностное утверждение, которое несовместимо с мнением оппонента. Предмет конфликта — это именно то, из-за чего спорят, что становится объектом переговоров или борьбы участников взаимодействия. Предмет конфликта зачастую связан с целями противоборствующих сторон, но не все их цели в конфликте связаны с предметом конфликта.
Иногда выделяют отдельно объект конфликта. В таком случае предмет раскрывает характеристики объекта, которые стали причиной конфликта.

### Стороны конфликта
Главные участники конфликта — противодействующие стороны, которых в конфликте минимум две. Зачастую в литературе именуются «противостоящими сторонами», изредка «конкурентами», «соперниками» или «противниками». Последнее относится к конфликтам, которые протекают в острой форме: взаимодействие сторон напоминает борьбу. Сторонами конфликта могут быть и отдельные индивиды, и социальные группы, организации, в том числе более масштабные социальные общности (государства, коалиции государств).
Для возникновения конфликта важными являются интересы участников конфликта, преследуемые ими цели, их индивидуальные особенности. Конфликтное взаимодействие берет свое начало с действия одного из участников, он на начальном этапе считается инициатором. Сторона, которая проявляет инициативу на всех этапах конфликта, называется активной, а другая пассивной. Для успешного разрешения конфликта необходим учет интересов всех участников конфликта, в том числе и тех, кто не принимал участие в конфликте, но чьи интересы так же могут быть затронуты. Они могут рассматриваться как косвенные участники данной конфликтной ситуации.

### Условия конфликта
Условиями конфликта считаются факторы или обстоятельства, которые определяют его характеристики и возможность возникновения, иными словами, они состоят из условий возникновения и протекания конфликта.
Обычно под условиями возникновения понимают объективные особенности внешней ситуации, которые считаются существенными для возникновения конфликта. К условиям возникновения социальных конфликтов относятся, как правило, субъективные факторы, связанные с людьми. В ситуации межличностного конфликта необходимо рассматривать в общем характере отношений, который можно оценить в рамках кооперативного/конкурентного поведения, равенства/неравенства партнеров, их ориентации в решении задачи и во взаимоотношениях. Понимание того, что в словах или действиях сторон послужило причиной перехода взаимодействия в конфликтную форму — итог процесса выявления причины конфликта.
Причины, оказывающие влияние на развитие конфликта, относят к условиям его протекания.
Эти причины можно разделить на следующие группы:
- Социокультурный контекст конфликта (включающий культурные нормы протекания и разрешения конфликтов),
- Непосредственный ситуационный фон развития данной конфликтной ситуации (который может выступать как фактор ужесточения конфликта),
- Наличие третьих сил, заинтересованных в смягчении или обострении конфликта.

### Действия участников конфликта
Действия участников образуют конфликтное взаимодействие, это основное содержание конфликта. Взаимосвязанность и взаимозависимость действий участников побуждают называть это взаимодействием. Рассмотрим классическое описание развития противоречия, принадлежащее Гегелю: «Действие начинается, собственно говоря, лишь тогда, когда выступила наружу противоположность, содержавшаяся в ситуации. Но так как сталкивающееся действие нарушает некоторую противостоящую сторону, то этим разладом оно вызывает против себя противоположную силу, на которую оно нападает, и вследствие этого с акцией непосредственно связана реакция»

### Исход конфликта
Исход конфликта рассматривается как идеальный образ результата, на который направлены участники конфликта, который определяет направленность взаимодействия, регулирует итог. В конфликтном взаимодействии участники преследуют разные цели: связанные с воздействием друг на друга, предметом конфликта, «сохранением лица» и так далее. Зачастую они не полностью осознаются участниками, а тем более не формулируются словесно.